# Kleinpürschütz
Kleinpürschütz ist ein Ortsteil der Gemeinde Großpürschütz im Saale-Holzland-Kreis in Thüringen.

## Geografie
Kleinpürschütz liegt östlich der Saale am Eingang eines Nebentals Richtung Osten nach Unterbodnitz. Nur in der Saaleaue ist eine großräumige Bearbeitung der Flächen sinnvoll. Die anderen Flächen der Gemarkung sind im schmalen Tal mit bewaldeten Hängen eingegrenzt. Die Bundesstraße 88 verläuft jenseits der Saale und der Eisenbahnstrecke Berlin–München.

## Geschichte
Die urkundliche Ersterwähnung des Ortes fand 1457 statt.
Der land- und forstwirtschaftliche Ort ist auch touristisch gefragt. Nach 1990 wurde in Kleinpürschütz ein Neubaugebiet erschlossen und angelegt. Die Bauern arbeiten gemeinsam mit einer Nachbargenossenschaft.